# Stenoderus suturalis
Stenoderus suturalis är en skalbaggsart som först beskrevs av Olivier 1795.  Stenoderus suturalis ingår i släktet Stenoderus och familjen långhorningar. Inga underarter finns listade i Catalogue of Life.